# کامران تفتی
کامران تفتی (زادهٔ ۱۹ فروردین ۱۳۵۸ در تهران) بازیگر سینما، تلویزیون و تئاتر، خواننده و مجری ایرانی ا‌ست. ایفای نقش  «رشید» در مجموعۀ میکائیل (۱۳۹۴) از برجسته‌ترین نقش‌آفرینی‌های وی هست.

## زندگی
کامران تفتی، زادۀ ۱۹ فروردین ۱۳۵۸ در تهران؛ بازیگر، خواننده، مجری و فارغ‌التحصیل رشته بازیگری است. پدر وی؛ اردشیر تفتی، از کارکنان نیروی هوایی ارتش بود که تجربه بازیگری در سریال‌های مهدی فخیم‌زاده را نیز دارد. کامران به‌واسطۀ شغل پدرش، دوران کودکی و نوجوانی خود را در شهرهای جنوبی ایران و همچنین شهرک قصر فیروزه تهران گذرانده‌است. کامران یک برادر کوچکتر از خود به نام کیوان دارد که زادۀ ۱۳۶۳ است و در رشتۀ موسیقی فعالیت می‌کند. کامران تفتی در حوزۀ موسیقی؛ علاوه‌بر تسلط بر نواختن چندین ساز، به انتشار یک آلبوم موسیقی به نام عکس زمستونی تهران، چندین تک‌آهنگ و همچنین یک اثر عاشقانه با نام ۴۴/۴/۴ پرداخته‌است.

## آثار

### سینما
| نام فیلم              | سال       | سمت    | کارگردان                       | توضیحات |
| --------------------- | --------- | ------ | ------------------------------ | ------- |
| به هدف شلیک کن        | ۱۳۸۷      | بازیگر | محمد کتیرایی                   |         |
| سلام بر عشق           | ۱۳۸۸      |        | اصغر نعیمی                     |         |
| مرگ کسب‌وکار من است    | ۱۳۸۹      |        | امیر ثقفی                      |         |
| پایان‌نامه             | ۱۳۸۹      |        | حامد کلاهداری                  |         |
| گلوگاه                | ۱۳۸۹      |        | محمدابراهیم معیری              |         |
| رسوایی                | ۱۳۹۱      |        | مسعود ده‌نمکی                   |         |
| تولد جنجالی           | ۱۳۹۴      |        | مازیار (شهره) لرستانی          |         |
| هفت معکوس             | ۱۳۹۴      |        | مهدی خسروی                     |         |
| این زن حقش را می‌خواهد | ۱۳۹۴      |        | محسن توکلی                     |         |
| ماهورا                | ۱۳۹۵      |        | حمید زرگرنژاد                  |         |
| تورنادو (فیلم)        | ۱۳۹۷–۱۳۹۸ |        | سید جواد هاشمی                 |         |
| بی پی ام بند          | ۱۳۹۹      |        | فرناز امینی                    |         |
| ۲۸۸۸                  | ۱۴۰۰      |        | کیوان علی‌محمدی و علی‌اکبر حیدری |         |
| شنگول منگول           | ۱۴۰۱      | دوبلور | کیانوش دالوند و فرزاد دالوند   |         |

### تلویزیون
| سال       | فیلم               | نقش                | سمت          | کارگردان                   | توضیحات  |
| --------- | ------------------ | ------------------ | ------------ | -------------------------- | -------- |
| ۱۳۷۸      | این گروه پلیس      |                    | بازیگر       | علی قوی تن                 | شبکه ۵   |
| ۱۳۸۰      | خواب و بیدار       | اردشیر             | بازیگر       | مهدی فخیم‌زاده              | شبکه ۱   |
| ۱۳۸۴      | حس سوم             | سروان حسینی        | بازیگر       | مهدی فخیم‌زاده              | شبکه ۲   |
| ۱۳۸۴      | پای پیاده          | شهرام ستوده        | بازیگر       | اصغر توسلی                 | شبکه ۵   |
| ۱۳۸۶      | بی صدا فریاد کن    | امیر خانی          | بازیگر       | مهدی فخیم‌زاده              | شبکه ۲   |
| ۱۳۸۶      | کارآگاهان          | پلیس-حسین بوشهری   | بازیگر       | حمید لبخنده                |          |
| ۱۳۸۶      | زمانی برای پشیمانی | فرشاد              | بازیگر       | اسماعیل فلاح‌پور            |          |
| ۱۳۸۷      | خسته دلان          | دزد_سیا فرفره      | بازیگر       | سیروس الوند                | شبکه ۱   |
| ۱۳۸۸      | شمس العماره        | بهروز              | بازیگر مهمان | سامان مقدم                 | شبکه ۲   |
| ۱۳۸۸      | شهر دقیانوس        | محسن جیرفتی        | بازیگر       | مهرداد خوشبخت              | شبکه ۱   |
| ۱۳۸۹      | زیر هشت            | منصور کارخانه      | بازیگر       | سیروس مقدم                 |          |
| ۱۳۸۹      | تاوان              | بهرام              | بازیگر       | شهرام شاه‌حسینی             |          |
| ۱۳۸۹      | تبریز در مه        | محمد شاه قاجار     | بازیگر       | محمدرضا ورزی               | شبکه ۱   |
| ۱۳۹۰      | ششمین نفر          | غریب               | بازیگر       | بهمن گودرزی                | شبکه ۳   |
| ۱۳۹۰      | پنجره              | مهندس فریبرز شایقی | بازیگر       | قدرت‌الله صلح میرزایی       | شبکه ۵   |
| ۱۳۹۰      | ناز و نیاز         | سیامک              | بازیگر       | فلورا سام                  | شبکه ۱   |
| ۱۳۹۱      | راز پنهان          | سروان امیرعلی کرمی | بازیگر       | فلورا سام                  | شبکه ۱   |
| ۱۳۹۱      | دیوار              | نصرت بهادر         | بازیگر       | سیروس مقدم                 | شبکه ۱   |
| ۱۳۹۲      | ستاره حیات         | سینا               | بازیگر       | جواد ارشاد                 |          |
| ۱۳۹۲      | شب شیشه‌ای          | عادل               | بازیگر       | مسعود رشیدی                | شبکه ۱   |
| ۱۳۹۲      | بی‌قرار             | رامین پایور        | بازیگر       | فلورا سام                  | شبکه ۲–۱ |
| ۱۳۹۳      | خط                 | سیاوش              | بازیگر       | عباس رنجبر                 | شبکه ۳   |
| ۱۳۹۴      | بزم آخر            | پژمان              | بازیگر       | سجاد شهریاری               | شبکه ۲   |
| ۱۳۹۴      | میکائیل            | رشید زیبا          | بازیگر       | سیروس مقدم                 | شبکه ۱   |
| ۱۳۹۵      | روزهای بی‌قراری     | منصور              | بازیگر       | کاظم معصومی                | شبکه ۱   |
| ۱۳۹۵      | آرام می‌گیریم       | جلال               | بازیگر       | روح‌الله سهرابی             | شبکه ۲   |
| ۱۳۹۶      | سایه بان           | ناصر               | بازیگر       | جمشید محمودی و نوید محمودی | شبکه ۲   |
| ۱۳۹۷      | سر دلبران          | هرمز               | بازیگر       | محمدحسین لطیفی             | شبکه ۱   |
| ۱۳۹۸      | از یادها رفته      | نادر               | بازیگر       | بهرام بهرامیان             | شبکه ۱   |
| ۱۳۹۸      | برادر جان          | حنیف صرافت         | بازیگر       | محمدرضا آهنج               | شبکه ۳   |
| ۱۳۹۹      | بچه‌مهندس (فصل سوم) | خوشنام             | بازیگر       | علی غفاری                  | شبکه ۲   |
| ۱۳۹۹      | زمین گرم           | اصلان              | بازیگر       | سعید نعمت اله              | شبکه ۳   |
| ۱۴۰۰      | همبازی             | بهروز اخوان        | بازیگر       | سروش محمدزاده              | شبکه ۲   |
| ۱۴۰۲–۱۴۰۳ | مهیار عیار         | مهیار              | بازیگر       | سید جمال سیدحاتمی          | شبکه ۳   |

### نمایش خانگی
- پدرخوانده
- شب‌های مافیا (۱۳۹۹)
- سوت دل (۱۳۹۵)
- رالی ایرانی ۲ (۱۳۹۸)
- گروه آلما
- پوست شیر (۱۴۰۱)
- مثبت. منفی
- تاوان
- عکس خصوصی
- آرزوهای ناتمام
- هورام
- اسید
- تولد جنجالی
- ما همه تنهاییم
- چشمان زیبای طبقه آخر
- مورچه‌ها
- مسافران بهشت (جواد مزدآبادی) ۱۳۹۳
- خط آبی
- پارمیدا
- هم بازی (۱۴۰۰)
- پدرخوانده (۱۴۰۱)
- تی‌ان‌تی (۱۴۰۲)

### تله‌فیلم
- محله من
- پاتوق
- خط باریک
- آن مرد
- عصیان
- ماه می‌تابد
- کور گره
- لبخند ماهی‌ها
- مقصد نهایی

### به عنوان مجری
- وقتشه (۱۳۹۶-۱۳۹۷-۱۳۹۸)، شبکه نسیم
- دل‌صدا (۱۳۹۸)، شبکه پنج سیما
- نامیرا (۱۳۹۹)، شبکه دو سیما
- دست فرمون (۱۴۰۰)، شبکه نسیم
- جواهرسرخ (۱۴۰۱)، شبکه نسیم
- هموطنز (۱۴۰۳)، شبکه دو سیما
- سرنخ (۱۴۰۳)، شبکه نسیم

### موسیقی
- آلبوم مکث با تو (به همراه کیارش حسن‌زاده)، ۲۸ اسفند ۱۳۹۲.
- اوج پرواز (با همراهی امین حیایی، نیما نکیسا، کامبیز دیرباز، علی ضیا، مازیار عصری، سیاوش خواهانی، مجید ادیب، پرهام امینی، بردیا صابری و پویا امینی) ۱۱ تیر ۱۳۹۳.
- تنهایی (به همراه کیارش حسن‌زاده)، ۸ مهر ۱۳۹۳.
- تضمین (به همراه کیارش حسن‌زاده)، ۲ بهمن ۱۳۹۳.
- حاشا نکن (به همراه نیما نکیسا)، ۸ فروردین ۱۳۹۴.
- باج، ۵ اردیبهشت ۱۳۹۴.
- آهنربا (به همراهی کیارش حسن‌زاده) ۱۳ اردیبهشت ۱۳۹۴.
- حواست بهم نیست، ۱۷ اردیبهشت ۱۳۹۴.
- دلتنگی (به همراه شهرام نیکیار)، ۴ خرداد ۱۳۹۴.
- حرف مردم، ۷ مرداد ۱۳۹۴.
- جگر گوشه، ۲۴ شهریور ۱۳۹۴.
- آلبوم عکس زمستونی تهران، ۹ اسفند ۱۳۹۴.
- بهار اینجاست، (تیتراژ برنامۀ تحویل سال شبکه ۲) ۱ فروردین ۱۳۹۶.
- تصویر خنده، ۱۳ شهریور ۱۳۹۶.
- تا صبح تموم می‌شیم، (ترانه‌ای برای نمایش اتینا) ۹ شهریور ۱۳۹۸.
- ۴۴/۴/۴، ۲۵ اسفند ۱۳۹۸.
- رفیق، (به یاد ارشا اقدسی) ۲۵ مرداد ۱۴۰۰.
- پرده‌هایی از شب، ۲۷ تیر ۱۴۰۰.
- خوب مردن، ۲۸ آذر ۱۴۰۰.
- تولدم، ۱۷ فروردین ۱۴۰۱.
- خیال، ۱۵ مهر ۱۴۰۳.
- حیف، ۳ آذر ۱۴۰۳.
- این روزا، ۲۱ آذر ۱۴۰۳.

## جوایز
- نامزد سیمرغ بلورین بهترین بازیگر نقش مکمل مرد از بیست و نهمین جشنواره فیلم فجر برای فیلم مرگ کسب و کار من است
- نامزد جایزه بهترین بازیگر مرد سال تئاتر برای نمایش (نظمیه زنان)
- برنده بهترین بازیگر مرد سال ۱۳۹۵ «سین مثل سریال» برای بازی در سریال تلویزیونی «آرام می‌گیریم»
- کاندیدای بهترین بازیگر مرد درام در جشنواره حافظ برای سریال میکائیل
- قهرمان تیمی مسابقه قاتی بازی برنامه تلویزیونی خندوانه